# Paris-Brest-Paris randonneur
Pour les articles homonymes, voir Paris-Brest.
Paris-Brest-Paris randonneur est une randonnée cyclotouriste de 1 200 kilomètres, de la région parisienne à Brest et retour, se tenant tous les quatre ans. Elle fait suite à l'abandon de l'organisation de la course cycliste Paris-Brest-Paris après 1951.  Depuis sa création en 1931, 40 360 Paris-Brest-Paris randonneurs ont été homologués. Compte tenu des nombreux récidivistes, ceci correspond à 25 701 randonneurs différents de 1931 à 2023.

## Les débuts
Pierre Giffard, directeur de l'information du journal Petit Journal que dirige Hippolyte Marinoni, crée en 1891 la course « Paris-Brest et retour». Il organise aussi cette même année la course à pied Paris-Belfort. En 1894, il organise le concours automobile « Paris-Rouen », et crée en 1896 le « Marathon de Paris ». Pour les courses cyclistes, Pierre Giffard souhaite démontrer le caractère pratique de la bicyclette par une course de 1 200 km.
En 1901, la course devient internationale avec deux catégories - coureurs et touristes-routiers (les ancêtres des randonneurs). Les randonneurs amateurs existent déjà, mais ils ne s’étaient pas encore lancés dans de telles aventures.
En 1911, les règles sont modifiées. Les entraîneurs et l’assistance entre les contrôles sont interdits mais les coureurs peuvent changer de vélo. Seuls les touristes-routiers ne peuvent pas effectuer de changement de vélo ; pour éviter toute tentative de fraude, ils sont donc encore plombés. Le premier touriste-routier est Pierre Heusghem, qui est ensuite éliminé pour avoir reçu de l'aide en cours de route, puis réhabilité. 
Le 2 septembre 1921, 43 coureurs et 63 touristes-routiers participent à la course. Le nombre de contrôles secrets est augmenté. Le Belge Louis Mottiat gagne en 55 h 7 min 8 s. Le huitième arrivant est le touriste-routier Ernest Paul en 62 heures mais il sera finalement déclassé (cf. L'Auto du 6 janvier 1922). Il était coureur lors de la précédente édition.

## L'évolution vers la randonnée
En 1923, la Fédération française des sociétés de cyclotourisme (FFSC) est créée, regroupant toutes les sociétés de cyclotourisme. Gaston Clément, membre fondateur de l’Audax Club parisien (ACP) en 1904, est le premier président de la FFSC qui deviendra en 1942 la Fédération française de cyclotourisme (FFCT). En 1930, Henri Griffe, président de l’Union des Audax cyclistes parisiens (UACP), propose un projet de brevet Audax à allure contrôlée sur le parcours du Paris-Brest-Paris. Ce projet est présenté et accepté par Henri Desgrange, directeur du journal L'Auto, en remplacement de la catégorie « touristes-routiers ». Les touristes-routiers (appelés « randonneurs ») sont divisés en deux formules : les brevets à allure libre sont gérés par l'Audax Club parisien et les brevets « audax » (allure contrôlé) sont gérés par l'Union des Audax cyclistes parisiens. L’Audax Club parisien créait les brevets de randonneurs français à allure libre en 1921. L’Union des Audax cyclistes parisiens conserve la formule à allure contrôlée introduite en France en 1904 par Henri Desgrange. Les deux clubs existent toujours. Camille Durand, président de l’Audax Club Parisien décide d’organiser également un Paris-Brest-Paris à allure libre, accessible après la réussite d’un brevet qualificatif de 300 km. Le délai sera alors de 96 heures. Le parcours empruntera la N12 à l’aller et au retour. Chaque participant devra faire valider sa carte de route dans chacun des 17 points de contrôle. 

### 1931 avec178 participantset l'arrivée des randonneurs allure libre
En 1931, 28 coureurs et plus de 150 touristes sont inscrits (64 « allure libre » et 91 « audax »). Il y avait 64 randonneurs « allure libre » inscrits ; 60 se sont élancés du café "Le Mauco" à Paris le 2 septembre à 22 h et 44 ont terminé malgré la pluie et du fort vent d’ouest. Le délai maximum en 1931 est de 96 heures pour effectuer le trajet aller-retour. Il ne passera aux 90 heures actuelles qu'en 1966. Dans les arrivants figuraient 4 tandems mixtes, un tandem homme et deux femmes en solo (dont Mme Masson arrivée 35 minutes après le délai et non homologuée). Comme l’ACP et l’UACP étaient deux clubs rivaux et que les blessures du schisme de 1921 n’étaient pas refermées, on note avec plaisir que l’UACP ramène avec difficulté 20 arrivants à Paris. Alexis Cottard, Gaston Ruard, et Julien Tranchant finissent ensemble en 68 h 30 ; le quatrième, André Dugard, arrive 50 minutes plus tard. Le cinquième, Louis Cointepas, finit 2 heures plus tard. Le sixième et le septième arrivent 2 h 25 après le premier et ensuite, il faut attendre plus de 8 heures. Germaine et Jean Danis terminent meilleur tandem mixte en 88 h 10, 25 minutes avant Juliette et Louis Pitard, fabricants de cycles à Paris. Quatre femmes terminent en tandems mixtes (Germaine Danis, Juliette Pitard, Claire Gorgeon et Georgette Dubois) et Paulette Vassard devient la première femme solo à terminer PBP en 93 h 25. Les Pitard reviendront en 1948 et 1951. Le plus jeune est André Petitjean qui a 18 ans et 7 mois. Le plus âgé est Auguste Desmots (63 ans) qui avec Jules Legeay (49 ans) sera le seul tandem homme. 
Pour des raisons évidentes, il n'y a aucun Paris-Brest-Paris en 1941. Le président de l'Audax Club Parisien, Pierre Bontemps, décide d'organiser l'édition suivante dès 1948, afin de marquer le renouveau du Cyclotourisme après une longue période de léthargie imposée par la guerre puis par le ravitaillement encore insuffisant. La décision est également prise de reprendre le rythme décennal en 1951.

### 1948 avec 202 inscrits
En 1948, il y a 202 inscrits. Le départ a lieu au café "Mauco", place de Verdun à Paris Porte Maillot, le 1er septembre à 22 h. Quatre tandems homme et 11 tandems mixtes figurent parmi les 189 partants. 152 randonneurs terminent dans les délais, les deux premiers étant René Bernard et Marcel Rafaitin en 51 h 15. L'équipe Jo Routens et René Fourmy établit un nouveau record en tandem homme avec 49 h 20. Simone et Daniel Rebour font de même pour les tandems mixtes en 61 h 56 et cela malgré la rupture d’un axe à Pré-en-Pail. Juliette et Louis Pitard signent leur deuxième réussite. Le doyen, l'ancien professionnel Camille Bière, a presque 65 ans et le plus jeune Roland Ducarroz 19 ans. La même année, 62 randonneurs s’inscrivent à Paris-Brest-Paris Audax et 42 terminent.
Les PBP 1948 et 1951 voient la fin des coureurs professionnel, avec une baisse irrémédiable de leur participation. Les coureurs sont assez nombreux en 1948, mais la participation en 1951 est considérablement moindre.

### 1951 avec 488 inscrits
En 1951, seulement 41 coureurs répartis dans 10 équipes sont inscrits. Maurice Diot gagne en 38 h 55, le record absolu mais le nombre de participants progresse. Les randonneurs partent à 21 h 00 le 5 septembre, devant le café "Aux trois obus", porte de Saint-Cloud à Paris. Les Audax partent de la porte Maillot ; ils sont 96 et le plus jeune a 17 ans. Il y a au total 488 inscrits, 8 femmes solo, 3 tandems hommes et 14 tandems mixtes. Sur les 418 vélos et les 16 tandems partant, ils seront 351 à terminer - parmi eux figurent 6 femmes solo, 2 tandems hommes et 9 tandems mixtes. L'équipe tandem hommes de Jo Routens et René Fourmy récidive en établissant un nouveau record de 47 h 54. Ils sont malgré tout déçus de ne pas atteindre le temps des coureurs professionnels de 1948, notamment à cause des brouillards matinaux. Ce record de 47 h 54 ne sera battu qu'en 1999. Le deuxième tandem, composé de Jean Jasserand et de René Deberne finit en 48 h 59. Pour les tandems mixtes, Odette Seurin et Marcel Gillet, qui avaient fini en seconde position en 1948 après avoir été pénalisés de 10 heures, établissent un autre record en 49 h 26. Juliette et Louis Pitard terminent leur troisième PBP, 20 ans après leur premier. Pour les vélos solo, la bataille est un peu plus dure. Une douzaine arrivent ensemble à Brest où Roger Chétivaux et Robert Coutellier décident de partir plus tôt. Ils ne cesseront d’accroître leur avance jusqu'à atteindre près de 3 heures à la fin. Pour la première fois, les vélos solo passent sous la barre des 50 heures avec 48 h 25. Georges Blanc, Jacques Dumoulin, Henri Letronnier et Georges Masson finissent en 51 h 19. Jacques Audiberti arrive en 52 h 28. À 18 ans le Lorrain Pierre Grosjean est le plus jeune lauréat, tandis que c'est un Belge Alfred Eeckhout qui à 64 ans est le doyen.

### 1956 avec 250 inscrits
L’organisation de la course professionnelle a eu lieu en 1956 et 1961 mais a ensuite été déprogrammée en raison du manque d'intérêt. Les randonneurs, cependant, ont perpétué la tradition, tant avec la formule Audax qu’avec la formule randonneurs. Malheureusement le nombre des inscrits baisse, seulement 250 randonneurs se sont inscrits. Le départ des jeunes pour la guerre d'Afrique du Nord en est une cause. Parmi eux quatre femmes solo (dont deux arriveront), deux tandems hommes et cinq tandems mixtes. Un Belge et treize Hollandais se trouvent parmi les 220 partants début septembre devant le café « Aux trois obus ». Jusqu'aux derniers jours, les organisateurs attendent l'autorisation des pouvoirs publics pour pouvoir emprunter la Nationale 12, autorisation accordée grâce aux démarches des organisateurs, dont le journal L'Équipe.
La pluie et des vents violents perturbent la randonnée. Cette météo défavorable est mise en évidence par des temps très supérieurs à ceux de 1951. Les deux tandems hommes restent ensemble la majeure partie du parcours et terminent ensemble en 50 h 21. Comme le veut la tradition, les tandems partent une heure avant le reste des randonneurs. Les deux premiers ne seront jamais rattrapés, ajoutant une deuxième heure à leur décalage initial. Routens-Jouffrey et Bulté-Détée finissent donc en 50 h 29. Dans la catégorie tandem mixte, nous retrouvons trois couples : M. et Mme Covet en 88 h 30, M. et Mme Combe en 89 h 15 et M. et Mme Bigot en 95 h 31. Dans la catégorie homme solo, Baumann et Lheuillier se livrent une bataille sans merci durant plus de 350 kilomètres. Dans Pontchartrain, Roger Baumann est en haut de la dernière difficulté quand Jean Lheuillier prend son dernier virage avant la longue ligne droite. Ce dernier voit le feu arrière de son adversaire mais il sait qu’il est déjà trop tard. Baumann termine en 52 h 19 et Lheuillier en 52 h 30. Le troisième est Espinasse qui arrive 50 minutes plus tard, ayant perdu une heure entre Houdan et Paris. Chez les dames, Simone Astié termine en 88 h 10.

## Le creux de la vague

### Nouvelle baisse en 1961 avec 191 inscrits
En 1961, les inscriptions sont encore en baisse avec seulement 191 personnes, dont 3 femmes solo et quatre tandems mixtes. Pour des raisons de sécurité, les randonneurs partent du pont de Suresnes près de Paris, devant le café « La belle Gabrielle ». Pour la première fois, les vélos ne sont pas plombés mais il est obligatoire d'avoir réussi un brevet de 400 km.
Le 6 septembre, René Martinez, président de l’Audax Club Parisien, libère la route vers Brest à 9 h pour les tandems et à 10 h les vélos solo. Les partants sont 179 et seulement 127 arriveront avant la fermeture du contrôle d'arrivée. Comme en 1956 le pourcentage d’abandons est supérieur à 30 %. Il y a beaucoup de raisons à cela : un début vraiment rapide (plus de 40 kilomètres parcourus dans la première heure) et une météo défavorable, mais pas autant qu'en 1956. Ceci n'a pas empêché un phénomène connu sous le nom de Jean Fouace d'abaisser le temps record à 46 h 18, environ deux heures de mieux que le précédent record. Il a roulé seul pendant 700 km. Ses quatorze suivants arrivent également isolés. Pour les tandems mixtes, Daniel et Madeleine Provot terminent premier en 59 h 47. Chez les femmes solo, Jeanne de Andreis établit un temps record de 62 h 3. Derrière Fouace, on trouve Nédellec à 38 minutes et Bulté à près de 3 heures. Baumann arrive septième avec 56 h 45.

### 1966 avec 187 inscrits
1966 est la dernière année avec une faible participation et 187 enregistrés.
Le lundi 7 septembre à 16h00 seulement 172 cyclo partent de La Celle-Saint-Cloud, y compris une femme solo et deux tandems mixtes. Il y a deux modifications substantielles : le délai est maintenant de 90 heures et les voitures d’assistance sont autorisées mais seulement dans les points de contrôle. 132 hommes solo terminent, ainsi qu’une femme solo et deux tandems mixtes. Roger et Marie-Thérèse Martin réalisent 66 h 24 en tandem mixte et Suzanne Pinault termine en 89 h 50. Les deux premiers de la catégorie solo établissent un nouveau record en 44 h 21. Il s’agit de Maurice Macaudière et Robert Demilly. Le Belge Herman De Munck arrive troisième. Barry Parslow devient le premier randonneur à terminer PBP sur un tricycle. Cette édition de Paris-Brest-Paris a vu un temps vraiment chaud, bien plus que les deux PBP précédents.

### 1971, dernière année de participation conjointe des «allure libre» et des «audax»
1971 est la dernière année partagée par des randonneurs « allure libre » et des « audax ». Ils sont 653 inscrits.
À 04 h 00 du matin, 328 audax, répartis en 17 groupes, partent 4 jours avant le PBP principal et tous terminent en moins de 90 heures. Les 325 randonneurs (allure libre) partent ensuite avec un départ massif à 16 h le lundi 6 septembre, du carrefour de la Chataîgneraie à La Celle St Cloud, pour ce qui sera le premier Paris-Brest-Paris organisé par Robert Lepertel. Il s’occupera de l'organisation pendant 28 ans, excepté 1991. Le PBP randonneur devient de plus en plus international avec des Belges, des Anglais, des Hollandais, des Italiens, 3 Espagnols et 2 Américains. Le temps est magnifique et cette édition s’enorgueillit de recevoir Sir Hubert Opperman, le vainqueur du PBP 1931. Il fait l’ouverture du PBP avec l'ACP, heureux de retrouver un grand nombre de participants sur cette randonnée. Il apprécie de revivre ce grand événement de l’intérieur et encourage Louis Bonny qui quitte Brest au moment où il arrive. Louis Bonny a mis seulement 20h26m pour se rendre seul à Brest, parcourant les 600 premiers kilomètres à une moyenne de 30 km/h. Herman De Munck le dépasse et se retrouve seul avant Lamballe. Il est rejoint par Jean Richard, Jean-Claude Jaffrelot, et Jean-Pierre Coulomb. Mais à Bedée, alors que les autres s’arrêtent trop longtemps, il décide de partir seul. Les autres ne le reverront plus. Il termine à la Croix-de-Berny, où sont les installations de l'US Métro, en 45 h 39, battant Jean-Claude Jaffrelot de trois heures. Jean Richard et Pierre Baleydier, qui a eu des problèmes de genou depuis le kilomètre 500, arrivent à peine une heure plus tard. 272 randonneurs terminent dans les délais. M. et Mme Veau terminent en 64 h 8 sur un tandem mixte; le tandem hommes Bernigaud et Lamotte arrivent en 70 h 31 ; la première femme est Simone Astié en 79 h 38.
Cette année-là, huit randonneurs, à peine arrivés le dimanche de leur PBP Audax, s’alignent sur la ligne de départ du PBP Randonneurs le lundi suivant à 16 h. Ils terminent dans les délais, le meilleur d'entre eux étant Patrick Plaine qui termine en 55 h 18. Belleville termine en 68 h 55 et les autres suivent : Boubarne, Texier, Guillaume (qui sera tué dans le PBP 1975), Lucas, Coussement et Bonnin. Tous ont fait 2 400 kilomètres en moins d'une semaine (du jeudi au jeudi). Mais les organisateurs trouvent que ceci pourrait être dangereux et décident de ne pas organiser les deux événements la même année. C'est pourquoi l’édition suivante du PBP Randonneur est programmée 4 ans plus tard. Ce rythme sera ensuite maintenu, les Audax gardant le rythme quinquennal.

## Le renouveau

### 1975 et le début du cycle quadriennal
Le PBP randonneur suit maintenant un cycle quadriennal tandis que les Audax maintiennent un cycle quinquennal. Les brevets qualificatifs exigés sont au nombre de deux : un brevet de 400 km réalisé dans l’année et un brevet de 600 km pour les néophytes. Ce sera le dernier PBP effectué sur des routes importantes comme la RN12 à la suite de l’accident tragique qui tuera deux randonneurs (Maurice Guillaume et Francis Palats) près de Mayenne.
Au départ de Montesson, il y a deux fois plus de participants avec 667 partants, 651 vélos solo (634 hommes et 17 femmes), 2 tandems mixtes, 4 tandems hommes et les 4 tricycles anglais. À l’arrivée de la « Croix de Berny », 559 randonneurs seront homologués. Le pourcentage d’abandons passe à 16 %, le meilleur score jamais enregistré, et les meilleurs temps pour les hommes et pour les femmes sont améliorés. Le trio Cohen, Truchi, et De Munck établissent une nouvelle performance en 43 h 27. Ils arrivent devant Morvan, Baleydier et Demun. Vingt et un randonneurs terminent en dessous des 50 heures, le temps d'Opperman en 1931. Du côté des femmes, le record est abaissé de 5 heures. Suzy de Carvailho termine en 57 h 2 et en 45e position. Parmi les 12 femmes solo, la plus jeune a à peine 18 ans. Il s’agit de l’américaine Catherine. Le tandem mixte de Mme Dequatre et M Jouffrey terminent en 51 h 32. Le meilleur temps en tandem hommes est de 54 h 46. Le meilleur temps en tricycle est établi à 74 h 3.

### 1979, changement de trajet
1979 voit deux changements importants : le trajet et la création de trois groupes partant à trois heures différentes. Le lieu de départ est conservé à Montesson mais la Nationale 12, utilisée depuis 1891, est abandonnée au bénéfice de routes plus petites et moins dangereuses. L’arrivée est déplacée à Montesson. Il est demandé aux participants d’effectuer une série Super randonneur complète (200, 300, 400 et 600 km) l’année de Paris-Brest-Paris. Dans un souci de limiter la taille des pelotons, trois départs sont organisés. 1 130 randonneurs choisissent le départ de 04 h 00 (moins de 90 h de délai), 630 choisissent le départ de 10 h 00 (moins de 84 h) et 120 randonneurs choisissent le départ de 16 h 00 (moins de 78 h).
Sur les 1 880 randonneurs au départ, 1 574 vont terminer dans les délais, soit un peu plus de 16 % d’abandons. Parmi les partants, on retrouve 57 femmes, dont 45 en solo, 4 en tandems mixtes. Pour la première fois un tandem 100 % féminin, Mlle Bernardin et Mlle Rameau, terminent en moins de 87 heures. Un tandem, conduit par M. Chandru dont le partenaire, M. Nouet, est aveugle, terminera en moins de 89 heures. 
Cette année, Mme Marie-Claire Guillaume, qui avait participé à la dernière édition de PBP, refait le circuit en tant que contrôleur - mais sur son vélo. C'est une mauvaise année pour De Munck qui est éliminé pour avoir refusé une heure de pénalisation pour manquement d'éclairage. Sans cette élimination, nul doute qu’il aurait été avec Baleydier, pour qui la chance finalement sourit, et Piguet qui terminent ensemble en moins de 45 heures, et avec deux heures d’avance sur les 3 suivants : Doncque, Bertrand, et Robert. Le premier tandem mixte, Jouffrey-Dequatre termine, comme quatre ans auparavant, en moins de 53 heures. Mme Bouillerot est la première femme en moins de 69 heures.

### 1983, record de participation
En 1983, le record est dépassé avec 2 220 randonneurs inscrits. Le nombre de participants confirme l’évolution vers un cyclotourisme de masse, mais sans esprit de compétition. Chacun vient d’abord chercher un défi personnel.
2 106 randonneurs partent de Rueil-Malmaison le 29 août. Cette année-là, de nombreux records vont encore tomber. D'abord chez les hommes solo, le duo Bernard Piguet et Hermann De Munck terminent en 43 h 24 devant 1 895 randonneurs homologués. Ils étaient seuls depuis Villaines-la-Juhel. Derrière, on retrouve Fantino, Sauret, Poncin, et l’américain Scott Dickson. Ils terminent en 44 h 40. La première femme est Susan Notorangelo. Avec 54 h 40, elle abaisse le record de Suzy Carvalho de 2 h 20. Seuls 38 personnes sont arrivées avant elle ! Parmi eux on retrouve le tandem hommes Navaro-Descazals et le tandem mixte Jouffrey-Dequatre qui terminent respectivement en 51 h 35 et 51 h 45. Le record du participant le plus âgé tombe également. Pierre Dubois, de Rennes, termine son cinquième PBP à l'âge de 75 ans et 4 mois. La ville de Paris offrant une médaille à ceux qui ont réalisé 6 PBP, M. Dubois envisage un autre PBP en 1987. 15 pays ont été représentés lors de cette édition. À remarquer également la performance des femmes solo, Nicole Chabirand et Chantal de la Cruz, qui terminent toutes deux en moins de 57 heures. Mais le plus beau des records est le nombre très bas d’abandon : avec 10 %, Paris-Brest-Paris enregistre un niveau qui ne sera plus jamais atteint.

### 1987
Le 24 août 1987, 2 597 randonneurs partent vers Brest et 2 117 en reviendront dans les délais. Le premier de retour à Rueil-Malmaison est Scott Dickson, un des 220 randonneurs américains, en un peu plus de 44 heures. Il récidivera lors des deux éditions suivantes. La première femme est l'Américaine Kay Rychson en 61 h 17. Nicole et Jean-Claude Chabirand sont le premier tandem mixte en moins de 65 heures. Barry Parslow et Mark Brooking deviennent les premiers randonneurs à terminer PBP sur un tandem tricycle, avec un temps de 83 heures. Felicity Beard devient la première femme à terminer PBP sur un tricycle solo, avec un temps de 70 heures.

### L'édition du centenaire en 1991 avec un nouveau départ depuis Guyancourt
Paris-Brest-Paris célèbre son centenaire en 1991. À la tête de cette organisation, Jean-Claude Massé, président de l’Audax Club Parisien, s’entoure d’une équipe motivée pour rendre ce centenaire mémorable. Les participants retrouvent leurs condisciples de 1931 de l’Union des Audax Français qui organise le Paris-Brest-Paris Audax.
Le lundi matin, un prologue est organisé entre l’Hôtel de ville de Paris et le Gymnase des Droits de l’Homme à Guyancourt dans les Yvelines nouveau lieu de départ du Paris-Brest-Paris et ceci sous le haut patronage de deux invités de marque : Jacques Chirac, le futur président français alors maire de Paris, et Sir Hubert Opperman, le gagnant de 1931. Les trois horaires de départ sont conservés, mais l’ordre change : 20 h 00 pour moins de 80 h (au lieu de 78 h), 22 h 00 pour moins de 90 h et 05 h 00 pour moins de 84 h. 3 276 participants ont voulu célébrer cet anniversaire. Malheureusement, seulement 2 614 sont élus pour l'arrivée. Parmi eux, le 10 000e lauréat du Paris-Brest-Paris. Et parmi ces randonneurs, 191 femmes dont Nicole Chabirand des Randonneurs cyclo d’Anjou qui termine en 59 h 43.
Le nombre élevé d’abandons est expliqué par certains par des horaires de départ trop tardifs, par d’autres par un prologue forcé dans Paris à moins que ce ne soit tout simplement le manque d’entraînement.
L’informatique fait son entrée. L’ensemble des pointages est effectué à l’aide d’un badge magnétique permettant un suivi en temps réel de chacun des participants tout au long de l’épreuve.
Peter Gifford et Noël Simpson font pour la première fois terminer un tandem tricycle en 81 h 6. Scott Dickson termine en 43 h 42 devant un autre Américain Dennis Hearst et le duo français Hervé Talabardon et François Thoraval.
Certains ont voulu retrouver les sensations de 1891, notamment Claude Galvaing qui terminera en 63 h 56 sur une machine équipée de pignon fixe.
Lucienne Duval, dite « La Marquise », de l'UAF fête le centenaire en effectuant 3 Paris-Brest-Paris au cours de l'année : au mois d'avril en randonnée permanente, en juin en Audax et en août en randonneur.
En parallèle à l’épreuve, la FFCT a permis à une quarantaine de jeunes d’être associés au Paris-Brest-Paris en effectuant le parcours en 12 étapes.

### 1995
En 1995, la treizième édition du PBP randonneur voit une légère baisse du nombre d’inscriptions. Elle est organisée par une commission dont la composition ne change guère, si ce n’est le retour de Robert Lepertel aux commandes. Les modifications apportées en 1991 sont conservées et le seront encore pour l’édition de 2007. Le changement le plus important concerne les garde-boue qui ne sont plus obligatoires alors que les guidons de triathlète sont prohibés pour des raisons de sécurité.
Les conditions climatiques favorables voient un groupe de neuf randonneurs terminer en 43 h 20. 2 376 randonneurs arriveront dans les délais et seront homologués. Le record des femmes solo est pulvérisé par Brigitte Kerlouet qui termine peu de temps après les premiers en 44 h 14. Anne Learmonth devient la première femme à terminer le PBP sur une machine équipée de pignon fixe. Mark Brooking retrouve le record du tandem tricycle en 75 h 51, accompagné cette fois de Richard Hull. Pendant ce temps, Peter Gifford et Noel Simpson effectuent le premier PBP en tandem couché en 88 h 10. La plus jeune randonneuse est Alexandrine Lamouller en 66 h 28, fille de Dominique Lamouller, futur président de la FFCT. Le randonneur le plus âgé est Roger Jarno : 75 ans dans deux semaines. Roger Baumann, le plus rapide en 1956, participe pour la dernière fois et atteint le premier le record de dix participations.

### 1999 avec3 573cyclotouristes
L’édition de 1999 voit un nombre record de randonneurs avec 3 573 partants dont 1 600 étrangers venant de 20 pays différents et de plus de 1 000 clubs. Un prologue, organisé par la Communauté d'Agglomération de Saint-Quentin-en-Yvelines à Guyancourt, attire plus de 1 000 personnes vers le parc des loisirs.
Malgré la prise en compte de l’allongement du parcours et l’octroi de 2 heures supplémentaires, 17 % des partants abandonnent. Les premiers arrivants sont deux Français, Philippe Deplay et Christophe Bocquet en 44 h 22. La première femme, l'Américaine Melinda Lyon termine en un peu plus de 53 heures. Deux tandems masculins français (Lionel Delahaie et Didier Drouet d'une part, Michel Mingant et Philippe Reynaud d'autre part) établissent un nouveau record en 46 h 22. L'Anglais Adrian Harris et l'Américaine Jodi Groesbeck établissent également le nouveau record des tandems mixtes en 49 h 3. La plus jeune randonneuse est Vicki Brown (AUK). Jean Toulis sera récompensé pour son 10e Paris-Brest-Paris Randonneur.

## Un évènement international

### 2003 avec4 069cyclotouristes
En 2003, une équipe bien entraînée remplace Robert Lepertel à la tête de l'organisation. Les inscriptions atteignent un nouveau chiffre record avec 4 069 partants et 14,8 % d’abandons. Pour la première fois, il y a plus de randonneurs à venir hors de France ; 2 064 étrangers pour 2 005 Français.

18 randonneurs arriveront à Brest en 19 h 55, parmi lesquels un groupe de 6 randonneurs terminera en 44 h 40, après avoir été pénalisé de 2 heures à la suite d'agissements indignes[évasif].[réf. nécessaire]
Le Finlandais Alpo Kuusisto étonne tout le monde en effectuant dans les délais son PBP… avec une patinette ! De leur côté, Drew Buck, Nigel Winter et Steve Abraham termineront en 88 h 10 sur une triplette. 
L'Allemagne amène la plus jeune participante, Fiana Staib. Joseph Delalande est récompensé pour son 10e Paris-Brest-Paris randonneur, tout comme Henri Bourel, Bernard Imbert, Roger Martin et Daniel Ravet qui terminent leur 9e Paris-Brest-Paris.
La médaille du courage aurait pu être attribuée à Dominique Lamouller, le président de la FFCT, qui termine son PBP après avoir été sérieusement blessé lors d’une chute provoquée par le bris de sa fourche. Il utilisera une bicyclette de femme pour parcourir les 30 derniers kilomètres malgré sa clavicule cassée.

### 2007 avec5 312cyclotouristes

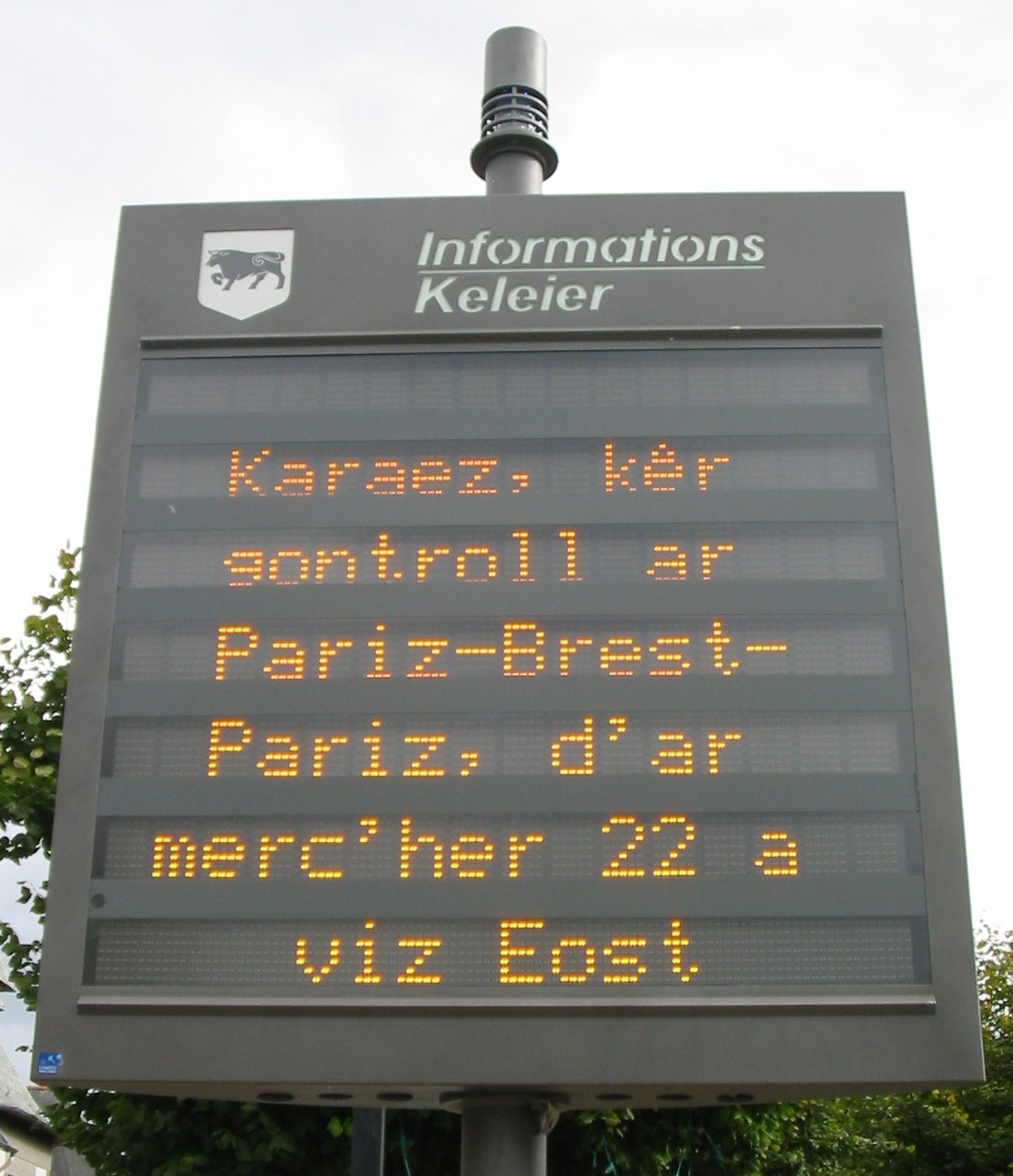
Carhaix-Plouguer accueille les participants en 2007

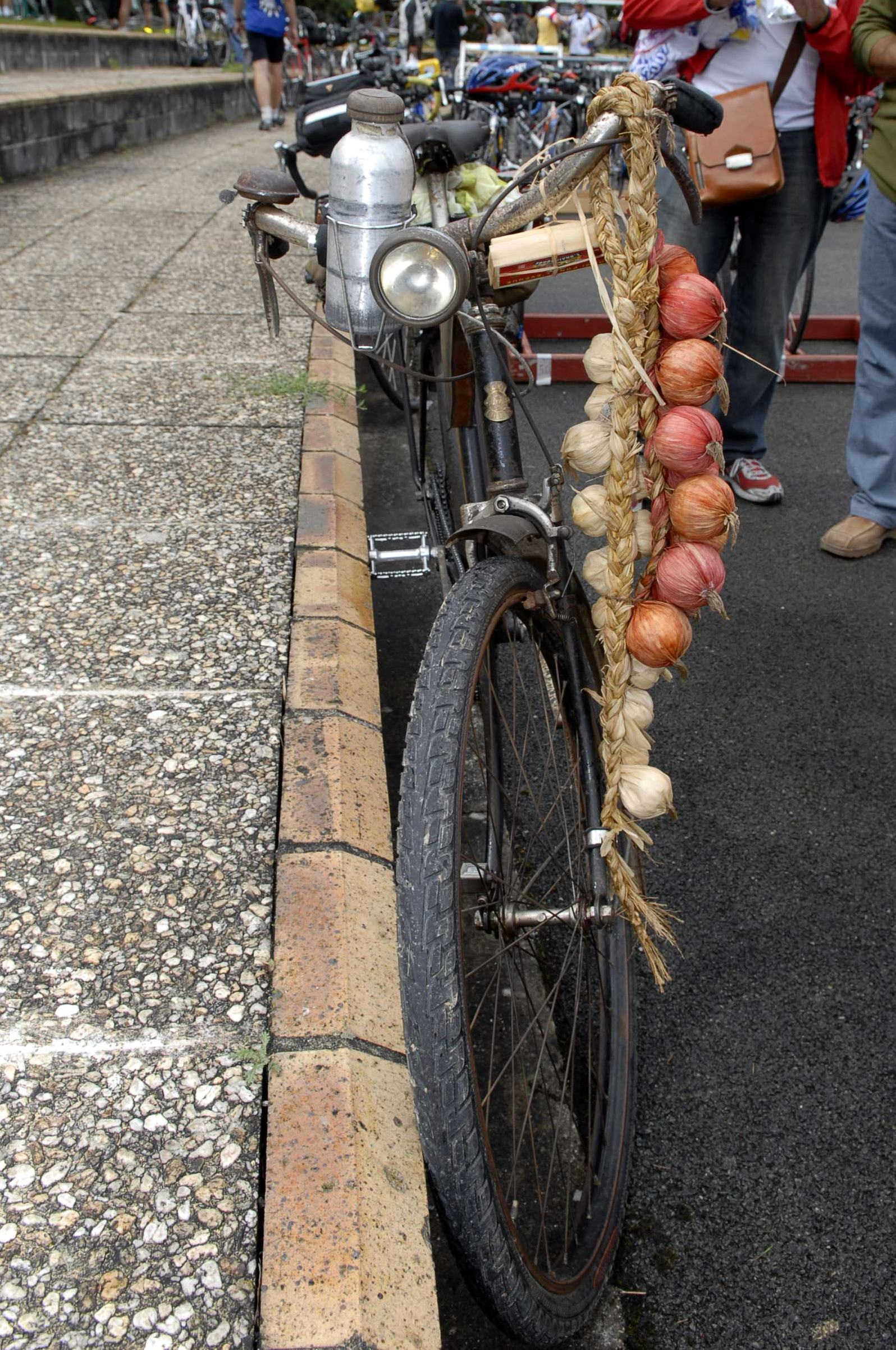
Bicyclette de Drew Buck au départ de Paris-Brest-Paris Randonneur 2007

Encore une fois, la participation bat un record en atteignant 5 312 inscrits en 2007. Pour la seconde fois depuis 1931, les Français sont minoritaires. Avec 2 296 inscrits et 2 241 partants, les étrangers arrivent en masse sur Paris-Brest-Paris randonneur, les Américains en tête avec 591 partants. Ce sont au total 42 nationalités qui sont présentes sur le parcours. Si les femmes représentent encore un faible pourcentage des inscrits (6,6 %), on note de nombreuses récidivistes. Plusieurs d'entre elles ont déjà 6 ou 7 PBP à leur actif. À l'arrivée, la plus jeune avec 22 ans est la Belge Mandy Dammekens et la plus âgée, Marie-Hélène Vilette (64 ans).
Cette année, le participant le plus âgé a plus de 80 ans, une longévité remarquable et applaudie tout au long du parcours par les organisateurs et les spectateurs. Les médias s'en sont aussi fait l'écho. Le doyen des homologués a été M. Friedhelm Lixenfeld qui, à 76 ans et 9 mois termine en 88 h 11. Le plus jeune, Cédric Bonnay, de l'Union des randonneurs picards d'Amiens termine en moins de 89 heures à 18 ans et 14 jours.
Deux personnes terminent cette année leur dixième PBP, Bernard Imbert et Daniel Ravet. Ils sont maintenant cinq à avoir bouclé 10 PBP. Huit autres randonneurs les suivent avec neuf réalisations.
Les conditions météorologiques s'annoncent difficiles à la veille du départ et les 5 160 personnes qui s'élancent entre le lundi 20 août et le mardi 21 août s'attendent à vivre des heures difficiles. Le pourcentage d'abandons à l'arrivée leur donnera raison car seulement 3 608 randonneuses et randonneurs seront homologuées. 122 personnes iront jusqu'au bout, tout en sachant qu'elles arriveront hors délais. Les dix premiers arrivent groupés en 44 h 48.
La communauté d'agglomération de Saint-Quentin-en-Yvelines a une fois de plus permis un départ magnifique et les villes accueillant les randonneurs ont également donné le meilleur pour le plus grand plaisir des participants et des spectateurs. Malgré la pluie, cette randonnée est vécue, avant tout autre chose, comme une grande fête, et pour la plupart, il ne s'agit que de boucler le parcours en se faisant plaisir. Pour certains, cependant, la recherche du meilleur temps est un objectif avoué et assumé. L'Agence française de lutte contre le dopage n'effectuera pas de contrôle antidopage sur cette édition, pas plus que sur les précédentes. 2 612 randonneurs, soit 72 % des homologués, arriveront au bout de 75 à 90 heures, profitant au maximum des délais généreux (moyenne minimum = 13,3 km/h) pour savourer le parcours et discuter avec leurs camarades venus du monde entier. Cet état d'esprit de dépassement de soi a été apprécié par de nombreuses personnalités issues de la compétition, comme Bernard Hinault et Eddy Merckx mais également d'autres personnalités réunies au sein d'un comité d'honneur.
La diversité des machines est un des points marquants de cette édition. Avec plus de 100 vélos spéciaux au départ, le PBP 2007 aura été une vitrine pour de nombreux prototypes : vélos couchés, vélos carénés, tandems couchés, tandems couchés en opposition, vélos rameurs, tandems rameurs, etc. Cette année, la palme de l'originalité a été attribué à Drew Buck qui a effectué son PBP sur un vélo de 1920 affublé d'une énorme grappe d'échalote et un costume d'époque.

### 2011 avec5 002 participants
Pour la dernière fois, l’édition 2011 partira du Gymnase des Droits de l’Homme à Guyancourt. Les participants sont un peu moins nombreux qu’en 2007 puisque l’on dénombre 5 225 engagés et que le 21 août, on dépassera tout juste les 5 000 partants, 5 002 exactement. Parmi eux il y a toujours aussi peu de femmes puisqu’elles ne sont que 6 %. L’effectif des Français reste stable à 2 105 engagés contre 3 120 étrangers.
Le 25 août, ils seront 4 068 homologués. 84 seulement arriveront hors-délais, 848 abandonneront et il y aura deux fraudeurs confondus par l’ACP qui ne seront pas homologués. Sans doute grâce à une météo excellente, le taux d’échec est redescendu à une valeur plus raisonnable de 18,67 %.
Les premiers arrivants seront ceux qui auront été aussi les plus attentifs pour éviter une erreur de parcours qui sera fatale au groupe de tête. C’est cela aussi Paris-Brest-Paris : « la tête et les jambes » comme disait Desgrange. Quatre Français, bien groupés et solidaires, finiront en 44 h 13. Ce sont Christophe Bocquet, André Ialenti, Tony Largeau et Marc Védrinelle. La première femme sera une Ardéchoise, Isabelle Esclangon en 56 h 37 et le premier tandem sera un tandem mixte avec Laurent Jubin et Sylvie Quémener en 61 h 46. Un tandem 100 % féminin – rarissime dans Paris-Brest-Paris – avec Isabelle Carrier et Francine Schauber bouclera en 89 h 02.
Concernant les âges un record est établi – et tient toujours – avec l’homologation du premier octogénaire. Il s’agit de l’Allemand Friedhelm Lixenfeld qui, à 80 ans et 9 mois, revient à Guyancourt en 86 h 38. Marie-Hélène Villette, 68 ans, est la plus âgée. Tous deux bouclaient leur troisième Paris-Brest-Paris. À 18 ans, Tanguy Blaesius de Strasbourg est le plus jeune des garçons, tandis que la Russe Liudmila Bataeva est à 25 ans la benjamine des filles.
Enfin les récidivistes les plus avancés sont le Lyonnais Daniel Ravet et le Parisien Bernard Imbert avec 11 homologations chacun, dont cinq fois en tandem pour Bernard Imbert. 

### 2015 avec5 870 participants

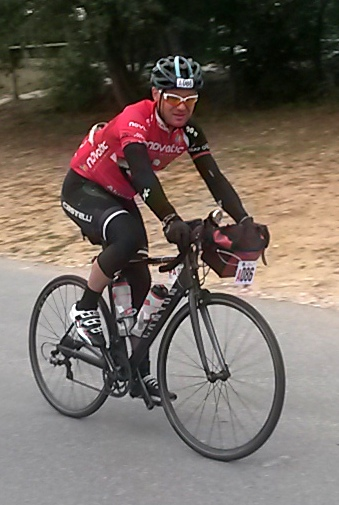
Björn Lenhard à l'arrivée du Paris-Brest-Paris randonneur 2015

Pour l'édition 2015, délaissant le Gymnase des Droits de l’Homme, c’est le vélodrome de Saint-Quentin-en-Yvelines qui est le lieu des opérations de départ et d’arrivée ; ce qui lui permettra de se faire connaître dans le monde entier puisque soixante-six nationalités étaient représentées. On dénombre en effet presque deux fois plus d’étrangers engagés (3 986) que de Français (2 063).
Sur ces 6 049 cyclotouristes finalement inscrits, 5 870 ont pris le départ. Lors de la cérémonie de clôture, le 20 août à 17 h, ils seront 4 610 à être homologués. Le taux d’échec à 21,45 % n’est pas excellent. Parmi les randonneurs, 356 femmes étaient engagées. Elles seront 347 à prendre le départ et 234 homologuées, soit 32,5 % d’échec.
Le randonneur le plus âgé à avoir terminé son Paris-Brest-Paris a 79 ans et 9 mois. Il s’agit de Armand Prouteau de Fécamp. Chez les femmes, la doyenne a 69 ans. C’est Nicole Chabirand du RC Anjou qui en compagnie de son mari Jean-Claude et de son fils Olivier, bouclera facilement son 8e Paris-Brest-Paris.
Le premier à être arrivé au Vélodrome est l'Allemand Björn Lenhard. Il a parcouru les 1 230 km de l’épreuve en 42 h 26, avec une vitesse moyenne de 29,0 km/h. Sans aucune assistance il réalise une performance magnifique, assurant seul tout le retour de Brest à Paris. Ils seront sept à finir groupés derrière lui en 43 h 08.
Le premier tandem est celui des Américains  Ann et John Jurczynski en 51 h 48, tandis que la première femme en vélo solo est l’Allemande Stephanie Kaatz en 55 h 50.  
Enfin sept récidivistes à onze Paris-Brest-Paris homologués viennent rejoindre Daniel Ravet et Bernard Imbert ; ce sont Henri Bourel, Jean-Claude Chabirand, Alain Collongues, Christian et Dominique Lamouller, Dominique Maître et Francesc Porta Torras, qui est le seul étranger de ce petit peloton.

### 2019 avec6 418 participants
L’édition 2019 part de la Bergerie nationale de Rambouillet le 18 et le 19 août 2019 en 25 vagues d’environ 250 participants chacune. Ils sont 6 674 engagés dont 6 418 prendront effectivement le départ. Comme c’est de plus en plus le cas depuis 2003, la participation étrangère, venue de plus de 60 pays, domine, avec 5 105 engagés contre seulement 1 569 Français. 
Le 22 août 2019 à 17 h 30, ils sont 4 366 à être homologués. Il y aura eu 1 789 abandons, 245 hors-délais et 18 non-homologués pour absence d’au moins un contrôle. Le taux d’échec est le plus élevé jamais observé sur Paris-Brest-Paris, puisqu’il s’élève à 31,97 %, malgré une météo satisfaisante. 
Le plus âgé des homologués aura 78 ans dans trois semaines, il en est à sa 7e réussite et se nomme Jean Guillot de Saint-Julien-l'Ars. La plus âgée est Anne-Marie Estrabaut du Tarn qui, à 69 ans, homologue son deuxième Paris-Brest-Paris.
Le plus jeune et la plus jeune sont respectivement Paul Wolf, un Allemand de 18 ans, et Maëlle Henry, 23 ans, du club champenois de Rilly-la-Montagne. 
Trois participants homologuent leur douzième Paris-Brest-Paris, et n’ont jamais connu l’échec. Ce sont Jean-Claude Chabirand du RC Anjou, Alain Collongues de l’Audax Club Parisien et Dominique Lamouller du CC Vexin. Chez les femmes la Canadienne Deirdre Arscott boucle son neuvième Paris-Brest-Paris.
Enfin le meilleur temps est celui de Hajo Eckstein en 43 h 49, un Allemand en vélomobile. Suivent trois randonneurs, proches de 45 heures : Robert Coquen, Marko Baloh et Ken Tax. La femme la plus rapide est la Britannique Ana Orenz qui termine en 51 h 02. Le premier tandem est, comme en 2015, celui du couple américain Ann et John Jurczynski en 56 h 19.
Fiona Kolbinger, qui a remporté la semaine précédente la Transcontinental Race, est au départ et boucle son premier Paris-Brest-Paris.

### 2023 avec6 820 participants
La 20e édition du Paris-Brest-Paris a lieu du 20 au 24 août 2023 sous une météo excellente. Les organisateurs, l'Audax Club Parisien, ouvrent le nombre de participants à 8 000. Comme en 2019, le départ a lieu à Rambouillet, dans les Yvelines. Cette édition compte 6 820 inscrits, venant de 71 pays, dont environ 7 % de femmes, pour un âge moyen de 51 ans.
Ce Paris-Brest est ouvert à tous, sans distinction de nationalité, ni d’affiliation. Il suffit d’avoir homologué les quatre brevets qualificatifs. Comme à chaque fois l’Audax Club Parisien est fier de ne refuser personne et ce sont finalement 6 820 randonneurs qui seront inscrits. Les Français sont enfin revenus à une participation plus importante qu’en 2019 avec 1980 inscrits. Derrière l’Europe (4968 inscrits) on trouve l’Asie (1032 inscrits), l’Amérique (739 inscrits) puis l’Océanie (68 inscrits) et enfin l’Afrique (13 inscrits). La mondialisation de PBP se poursuit à grands pas.
Si le lieu de départ est Rambouillet comme en 2019, le cadre est pourtant différent puisque ce sera le vaste parc du château qui accueillera les installations de départ. Cadre grandiose pour une vingtième édition. Il y aura 27 vagues de départ d’environ 300 randonneurs chacune, qui s’élanceront de quart d’heure en quart d’heure, dimanche après-midi et lundi matin. 
Le premier à rentrer sera Nicolas Dehaan un Américain de Détroit en 41 h 46, devant Severin Zotter, un Autrichien et Marko Baloh, un Slovène, 50 minutes plus tard. La première femme sera une Nantaise, en 50 h 52, Estelle Gerbier. Le premier tandem sera comme les années précédentes celui de Ann et John Jurczynski.  Au total on dénombrera 4872 homologations, soit un taux d’échec de 25%, encore élevé mais meilleur qu’en 2019. Il y aura 1377 abandons, 225 hors-délai et 21 non-homologués pour absence d’un des deux contrôles secrets.
Les plus jeunes seront une Allemande de Tübingen Carlotta Schumacher et un Français de Thorigny Thomas Desforges. Le plus âgé est un Français de Vendée qui a un peu moins de 79 ans, Patrick Rossignol. À signaler la performance de Michel Mével qui a 77 ans finit en 72 h 20. Enfin ils seront désormais 33 à être inscrits au tableau d’honneur de ceux qui ont homologué au moins 10 PBP. Le premier de la pyramide est Jean-Claude Chabirand du RC Anjou (76 ans) qui est désormais le seul à en compter 13. La femme la plus assidue est une Canadienne de Vancouver qui en totalise 10, Deirdre Arscott (68 ans). Elle est aussi la doyenne des participantes homologuées. 

## Récapitulatif
| Année | Nom de l'organisateur             | Lieu du départ                                     | Date             | Distance | Nbr inscrits | Nbr homologués |
| ----- | --------------------------------- | -------------------------------------------------- | ---------------- | -------- | ------------ | -------------- |
| 1931  | Camille Durand                    | Porte Maillot                                      | 02-6 septembre   | 1 186 km | 64           | 44             |
| 1948  | Pierre Bontemps                   | Porte Maillot                                      | 01-5 septembre   | 1 182 km | 202          | 152            |
| 1951  | Pierre Bontemps                   | Porte de Saint-Cloud                               | 05-9 septembre   | 1 182 km | 488          | 379            |
| 1956  | René Martinez                     | Porte de Saint-Cloud                               | 05-9 septembre   | 1 182 km | 250          | 155            |
| 1961  | Gilbert Bulte Robert Lepertel     | Pont de Suresnes                                   | 06-10 septembre  | 1 186 km | 191          | 127            |
| 1966  | Robert Lepertel                   | La Celle-Saint-Cloud carrefour de la Châtaigneraie | 07-11 septembre  | 1 186 km | 187          | 137            |
| 1971  | Robert Lepertel                   | La Celle-Saint-Cloud carrefour de la Châtaigneraie | 06-10 septembre  | 1 202 km | 367          | 272            |
| 1975  | Robert Lepertel                   | Montesson                                          | 08-12 septembre  | 1 207 km | 729          | 559            |
| 1979  | Robert Lepertel                   | Montesson                                          | 03-6 septembre   | 1 207 km | 1 880        | 1 574          |
| 1983  | Robert Lepertel                   | Rueil-Malmaison                                    | 29-1er septembre | 1 215 km | 2 220        | 1 895          |
| 1987  | Robert Lepertel                   | Rueil-Malmaison                                    | 24-27 août       | 1 215 km | 2 675        | 2 119          |
| 1991  | Jean-Claude Massé                 | Saint-Quentin-en-Yvelines                          | 26-30 août       | 1 221 km | 3 388        | 2 614          |
| 1995  | Robert Lepertel                   | Saint-Quentin-en-Yvelines                          | 21-25 août       | 1 245 km | 2 976        | 2 376          |
| 1999  | Robert Lepertel                   | Saint-Quentin-en-Yvelines                          | 23-27 août       | 1 231 km | 3 689        | 2 977          |
| 2003  | Pierre Theobald Jean-Pierre Pendu | Saint-Quentin-en-Yvelines                          | 18-22 août       | 1 225 km | 4 185        | 3 458          |
| 2007  | Jean-Pierre Pendu                 | Saint-Quentin-en-Yvelines                          | 20-24 août       | 1 227 km | 5 312        | 3 607          |
| 2011  | Paul Arsac Jean-Gualbert Faburel  | Saint-Quentin-en-Yvelines                          | 21-25 août       | 1 230 km | 5 225        | 4 068          |
| 2015  | Paul Arsac Jean-Gualbert Faburel  | Vélodrome de Saint-Quentin-en-Yvelines             | 16-20 août       | 1 230 km | 6 094        | 4 610          |
| 2019  | Paul Arsac Thierry Rivet          | Bergerie nationale de Rambouillet                  | 18-22 août       | 1 215 km | 6 674        | 4 366          |
| 2023  | Jean-Pierre Chardon Luc Coppin    | Parc du château de Rambouillet                     | 20-24 août       | 1 218 km | 6 820        | 4 868          |

### Filmographie
- Paris Brest Paris jusqu'au bout de la nuit Documentaire sur le Paris Brest Paris.
- Paris Brest Paris - Douce France Reportage sur la ferveur du public au Paris Brest Paris.